# Odo Henrik
Odo Henrik (francuski: Eudes-Henri; 946. – 1002.), poznat i kao Henrik Veliki (Henri le Grand), bio je grof Neversa i vojvoda Burgundije od 965. godine do svoje smrti.
Rođen je kao plemić Odo 946., sin Huga Velikog, grofa Pariza i njegove supruge, Hedvige od Saske (umrla 965.). Stariji brat Oda bio je francuski kralj Hugo Capet.
Kao dječak ili mladić, Odo je postao redovnik. Kad je postao vojvoda, uzeo je drugo ime, Henrik.
Poznat je i kao Henrik Veliki; njegov naslov na latinskome (magnus) može značiti i "stariji".

## Osobni život
972. Odo Henrik je oženio Gerbergu od Mâcona. Njezin sin s drugim muškarcem je bio Oto-Vilim, koji je naslijedio Oda Henrika. (Oto je smatran plemenitijim od svog očuha.)
Druga supruga Oda Henrika bila je Gersenda od Gaskonje.
Treća mu je supruga bila Matilda (Mathilde); imali su jednu kćer, Aramburgu.
Odo Henrik je s nepoznatom ljubavnicom dobio sina Oda, koji je bio vikont Beaunea. Taj Odo je bio otac lorda Ivana od Vergyja.